# 27622 Richardbaker
27622 Richardbaker è un asteroide della fascia principale. Scoperto nel 2001, presenta un'orbita caratterizzata da un semiasse maggiore pari a 2,5429357 au e da un'eccentricità di 0,1227728, inclinata di 5,16859° rispetto all'eclittica.